# Sirzenicher Bach

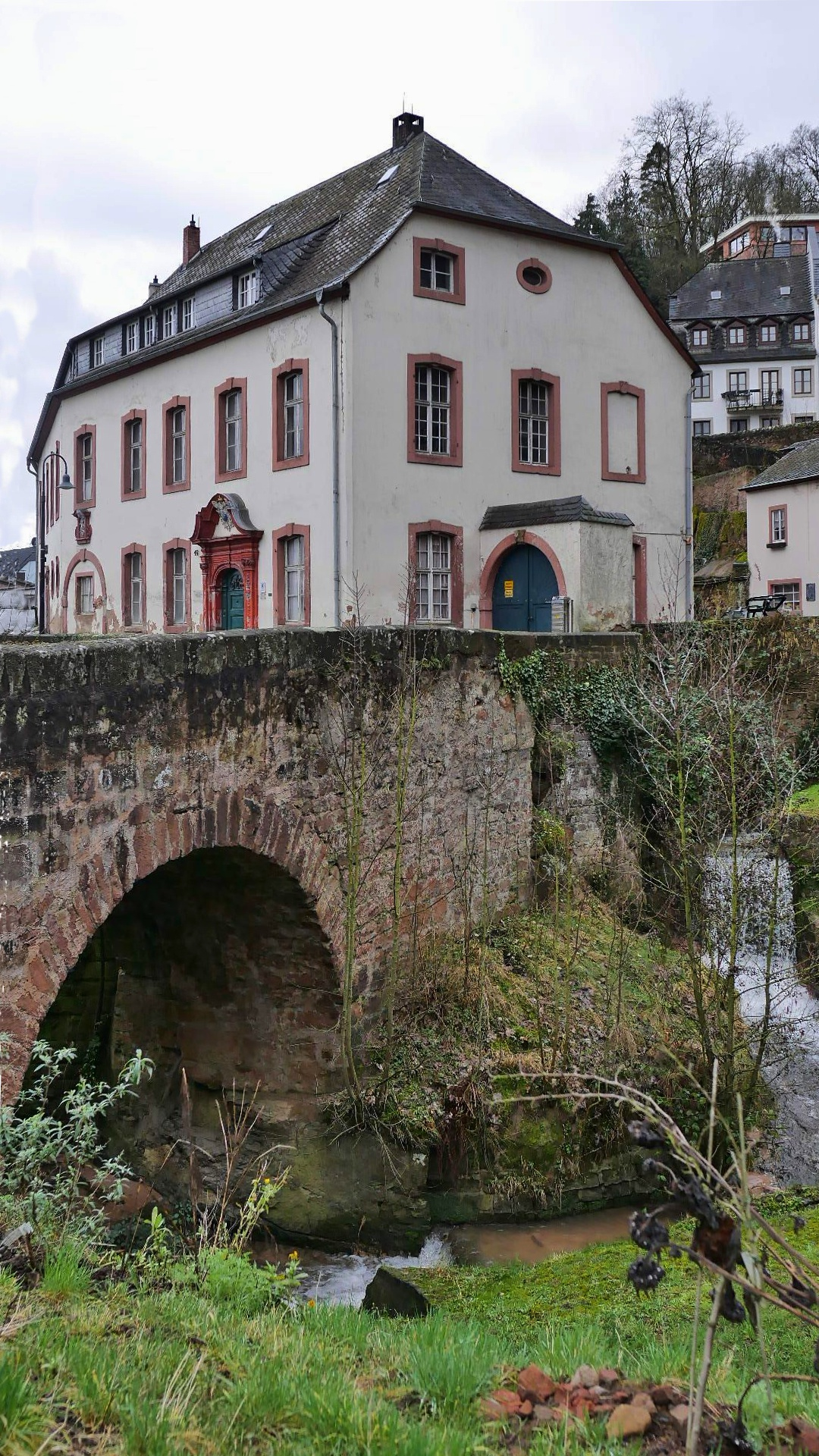
Sirzenicher Bach in Trier-Pallien, kurz vor der Mündung in die Mosel

Der Sirzenicher Bach ist ein linker Zufluss der Mosel, der bei Trierweiler-Sirzenich entspringt und in Trier mündet.
Die Länge beträgt 4,58 km, das Wassereinzugsgebiet hat eine Größe von 6,55 km², die Fließgewässerkennziffer lautet 26532. Ein linker Zufluss ist der Gillenbach.